# Bronislovas Matelis

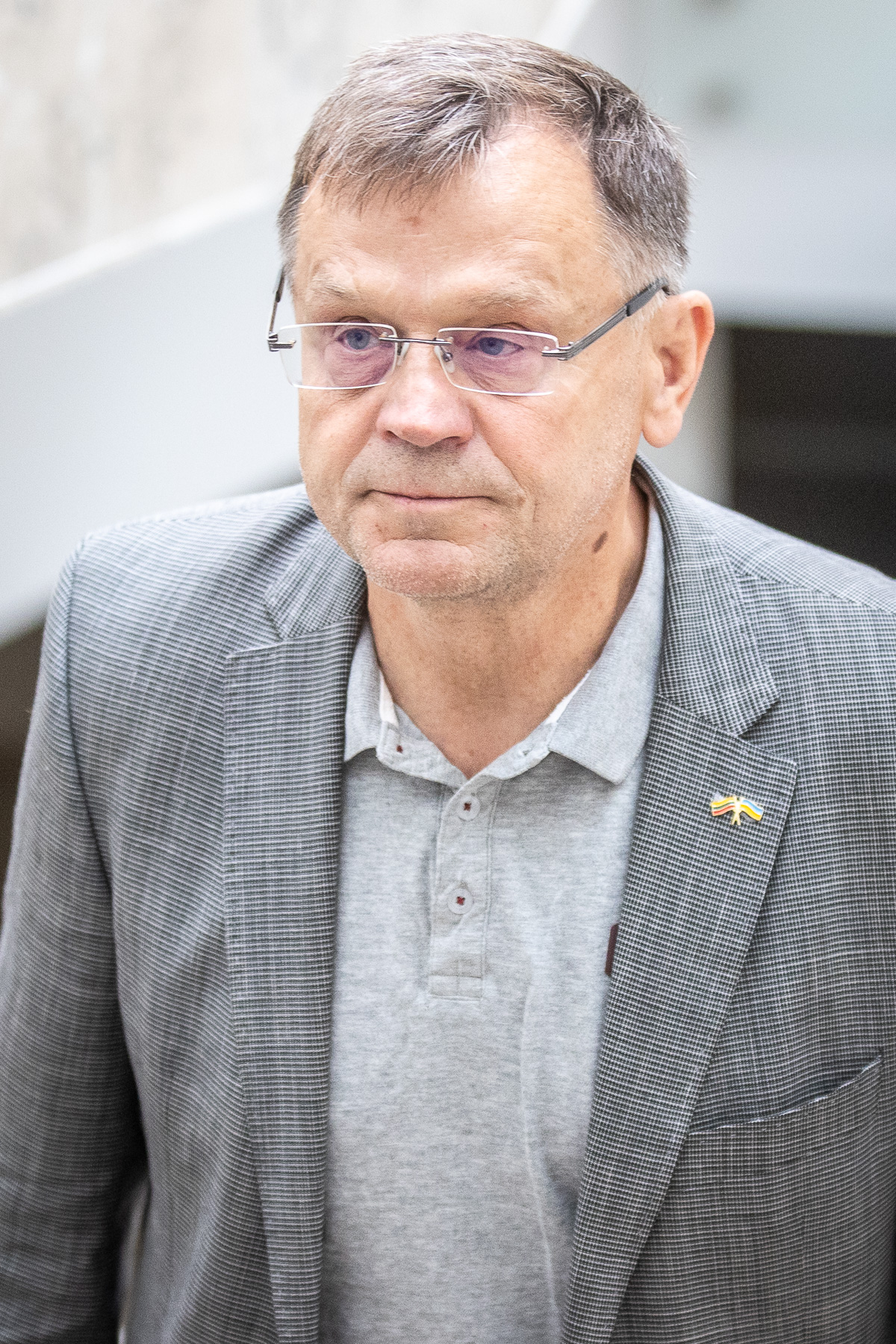
Bronislovas Matelis, 2023

Bronislovas Matelis (* 3. September 1961 in Panevėžys) ist ein litauischer Journalist und Politiker.

## Leben
1983 absolvierte Matelis das Technikum für Hydromelioration Panevėžys und 1995 das Diplomstudium der Presse-Journalistik  sowie 2012 das MBA-Studium  (Organisationsmanagement) an der Vilniaus universitetas. Ab 1984 war er Mitarbeiter der Presse (Magazin „Švyturys“, Zeitung „Panevėžio tiesa“, Wochenzeitung „Panevėžio savaitė“). 1992 gründete er die Zeitung „Aukštaitijos rytas“ und war ihr stellv. Redakteur, von 1992 bis 1994 Korrespondent bei „Panevėžio rytas“. Von 1994 bis 1997 war er Korrespondent in Panevėžys der Tageszeitung „Lietuvos rytas“ und von 1997 bis 2000 der Tageszeitung „Panevėžio balsas“. Ab 2000 war er Chefredakteur und Verleger von „Panevėžio rytas“.
Von 1990 bis 1995 war er Deputierter im Rat der Stadtgemeinde Panevėžys. Seit November 2016 ist er Seimas-Mitglied.